# Sociedad Atlética Redondela
La Sociedad Atlética Redondela, también conocida como la S.A.R. Balonmano es un club de balonmano español, eminentemente femenino, que compite en la actualidad en División de Honor Plata femenina y en primera autonómica masculina.

## Historia
Con más de 200 mujeres en la entidad y alrededor de 180 jugadoras, es uno de los clubes con mayor número de licencias federativas femeninas de Galicia.
Fundado en 1963, por Pedro Regojo(propietario de la empresa textil homónima) al principio fue un club polideportivo masculino. Cuatro años después de su fundación y primeros partidos del equipo masculino, el equipo femenino empezó su discurrir. En los últimos años el balonmano femenino ha sufrido un gran boom en la entidad.
En 2017, con Aurelio Krook como presidente, sufrió una profunda remodelación, incorporando personas como Verónica Posada al cargo de la base femenina del club e Iván Vázquez la parte masculina.
De sus equipos han salido campeonas de Liga como Xeila Fervenza miembro de aquel Guardés campeona de liga en la temporada 2016/17, la que fuera jugadora del equipo del Bajo Miño, Lorena Pérez, o Noelia Solla, campeona de la EHF European Cup en 2023/24 o Carla Abad, ex Guardés y  secretaria general de la Federación Gallega.
Comparte ciudad (Redondela) con los clubes de balonmano Choqueiras (escindido del SAR) y el equipo Balonmano Chapela.

### Escudo y colores
El escudo está formado por un círculo blanco, sobre la que se centra la concha de una vieira amarilla, con una banda verde interrumpida por las siglas SAR y la palabra "balonmán" (Balonmano en gallego)